# 拉夫拉
拉夫拉是葡萄牙波尔图区的一个堂区。总面积10.6平方公里，总人口9408人，人口密度887.5人/平方公里。